# Birthe Nørgård Petersen
Birthe G. Nørgård Petersen (født 13. april 1932, død 24. september 2020 i Karlslunde) var en dansk børnehaveleder og politiker, der fra 1990 til 1994 var borgmester i Greve Kommune, valgt for Socialdemokratiet.
Birthe Nørgård Petersen var med til at etablere en række børnehaver i den daværende Karlslunde-Karlstrup Kommune og var 1972-1986 leder af børnehaven Egedal. Ved valget i 1977 blev hun valgt til byrådet i Greve Kommune og fra 1986 helligede hun sig politik på fuld tid. Fire senere blev hun borgmester som den første socialdemokrat nogensinde og sad en enkelt valgperiode, hvorefter hun var formand for kommunens kulturudvalg. Hun forlod byrådet med udgangen 1997 og var herefter blandt andet formand for Greve Teaterforening.
René Milo (V) efterfulgte hende som borgmester.